# Industry Shakedown
Industry Shakedown è il secondo album in studio del rapper statunitense Freddie Foxxx (accreditato come Bumpy Knuckles), pubblicato il 27 giugno 2000 dalla KJAC Music e Landspeed Records.

## Tracce
1. Live @ the Roxy 2000 – 1:34
2. 24 Hrs. – 4:03
3. Tell 'Em I'm Here – 4:30
4. Bambaataa and Bumpy Talk Industry (feat. Afrika Bambaataa) – 3:19
5. Inside Your Head – 1:20
6. Who Knows Why? – 4:44
7. Searchin' (feat. Terisa Griffin) – 5:24
8. Never Bow Down – 1:32
9. Industry Shakedown – 4:50
10. MC's Come and MC's Go – 4:48
11. Bumpy Bring It Home (feat. Billy Danze) – 4:46
12. Live in Tokyo With DJ Rukas – 0:42
13. Bumpy Knuckles Baby – 4:03
14. R.N.S. – 4:34
15. Stock in the Game – 4:24
16. Intelligent Thug - Bumpy's Theory – 1:24
17. Feel Like I Been Here – 5:13
18. The Mastas (feat. M.O.P.) – 4:44
19. Part of My Life – 5:05
20. Live @ The Roxy 2000 Outro – 1:03

## Classifiche
| Classifiche (2000) | Posizione massima |
| ------------------ | ----------------- |
| Stati Uniti        | 179               |